# Beyond the Law (film fra 1918)
Beyond the Law er en amerikansk stumfilm fra 1918 af Theodore Marston.

## Medvirkende
- Emmett Dalton som Bob Dalton, Frank Dalton
- Harris Gordon
- Ida Pardee
- William R. Dunn
- Mabel Bardine som Eugenia Moore